# Lista odcinków serialu anime Berserk (1997)
Artykuł zawiera listę wszystkich wyemitowanych odcinków telewizyjnego serialu anime Berserk, wyprodukowanego na podstawie mangi autorstwa Kentarō Miury. Seria po raz pierwszy była emitowana w Japonii od 8 października 1997 do 1 kwietnia 1998 w stacji Nippon TV. Fabuła anime obejmuje pierwsze 13 tomów mangi.
W Polsce serial jest dostępny za pośrednictwem platformy Netflix.

## Lista odcinków
| № | Tytuł                           | Reżyseria          | Scenariusz       | Premiera             |
| --- | ------------------------------- | ------------------ | ---------------- | -------------------- |
| 1 | Kuroi kenshi (黒い剣士)         | Kazuya Tsurumaki   | Atsuhiro Tomioka | 8 października 1997  |
| Dziewczyna zostaje napadnięta w karczmie, gdy do środka wchodzi Guts. Zabija wszystkich napastników oprócz jednego, któremu każe przekazać swojemu panu, Baronowi, że Czarny Szermierz nadchodzi. Później Guts odnajduje i zabija Barona, a z jego szyi zdejmuje demoniczny relikt zwany beheritem. Wkrótce potem Guts przypomina sobie wydarzenia z przeszłości, kiedy walczył z rycerzem Bazuso. |                                 |                    |                  |                      |
| 2 | Taka no dan (鷹の団)            | Masakazu Amiya     | Yukiyoshi Ōhashi | 15 października 1997 |
| W retrospekcji Guts wspomina, jak jako najemnik zabił rycerza Bazuso. Później spotyka grupę, która zmieni jego przeznaczenie: Drużynę Sokoła. Corkus próbuje okraść Gutsa, a Griffith wysyła Cascę, by mu pomogła, ale Guts ją pokonuje. Następnie Guts wyzywa Griffitha na pojedynek, w którym ten ciężko go rani. Griffith nakazuje Casce opiekować się Gutsem podczas jego rekonwalescencji. Kilka dni później, gdy Guts odzyskuje siły, Griffith proponuje mu dołączenie do swojej grupy, ale Guts ponownie wyzywa Griffitha na pojedynek na miecze.                                                                      |                                 |                    |                  |                      |
| 3 | Uijin (初陣)                    | Kazuhisa Ōno       | Makoto Itakura   | 22 października 1997 |
| Griffith pokonuje Gutsa i czyni go członkiem Drużyny Sokoła. Sokoły wyruszają na najazd o północy, a Griffith wybiera Gutsa na najważniejszą pozycję straży tylnej. Guts odnosi sukces, a grupa uznaje go za bohatera. |                                 |                    |                  |                      |
| 4 | Kami no te (神の手)             | Yasuhiro Geshi     | Shōji Yonemura   | 29 października 1997 |
| Guts zadomawia się w Drużynie Sokoła, a Griffith pokazuje mu swój beherit. Guts wspomina swoje dzieciństwo, kiedy był wychowywany przez przybranego ojca i mentora, Gambino. Młody Guts został zmuszony do zabicia Gambino, gdy ten próbował go zabić, obwiniając go za śmierć swojej żony. Mijają trzy lata, a Drużyna Sokoła rośnie w siłę i liczebność. |                                 |                    |                  |                      |
| 5 | Kenpū (剣風)                    | Mihiro Yamaguchi   | Shinzō Fujita    | 5 listopada 1997     |
| Guts jest teraz dowódcą w armii Griffitha. Guts podejmuje ryzyko na polu bitwy i chociaż odnosi sukces, Casca gani go za to. W końcu Griffith zostaje pasowany na wicehrabiego na dworze Midlandu, ku niezadowoleniu szlachty. Guts ratuje członków Drużyny na polu bitwy, ku rozgoryczeniu Caski. |                                 |                    |                  |                      |
| 6 | Fushi no Zoddo (不死のゾッド)   | Yasuhiro Matsumura | Atsuhiro Tomioka | 12 listopada 1997    |
| Guts prowadzi swoich ludzi do zdobycia zamku okupowanego przez Tudor, ale jego drużyna zostaje zniszczona przez Nosferatu Zodda, przerażającego gigantycznego wojownika. Guts wchodzi do wieży zamku i stacza walkę z Zoddem. Kiedy Gutsowi udaje się go zranić, Zodd przekształca się w swoją 300-letnią demoniczną formę. Zodd niemal zabija Gutsa, zanim Griffith i jego ludzie przychodzi mu z pomocą, ale są nieskuteczni. Kiedy Zodd ma zamiar zabić Griffitha, dostrzega beherit i przerywa atak. Następnie wyrastają mu skrzydła i odlatuje, mówiąc Gutsowi, że jeśli marzenie Griffitha umrze, będzie to jego zguba. |                                 |                    |                  |                      |
| 7 | Tsurugi no aruji (剣の主)       | Masakazu Amiya     | Yukiyoshi Ōhashi | 19 listopada 1997    |
| Choć on i Guts wciąż są ranni po spotkaniu z Nosferatu Zoddem, Griffith wykorzystuje to, aby zbliżyć się do króla i jego córki Charlotte. Guts i niektórzy członkowie Drużyny Sokoła czują, że Griffith oddala się od nich. |                                 |                    |                  |                      |
| 8 | Inbō (陰謀)                     | Kōji Yoshikawa     | Makoto Itakura   | 26 listopada 1997    |
| Griffith i Guts nadal odnoszą sukcesy na polu bitwy, a Griffith zostaje mianowany hrabią. Brat króla, generał Julius, jest wściekły z tego powodu i wraz z ministrem Fossem planują zamordować Griffitha zatrutą strzałą podczas nadchodzącego polowania. |                                 |                    |                  |                      |
| 9 | Ansatsu (暗殺)                  | Yukina Hiiro       | Shōji Yonemura   | 3 grudnia 1997       |
| Podczas polowania Griffith i Charlotte zbliżają się do siebie, zanim Griffith zostaje postrzelony zatrutą strzałą w pierś. Na szczęście beherit Griffitha zatrzymuje strzałę, a on sam wychodzi bez szwanku. Griffith domyśla się, że to Julius jest sprawcą i rekrutuje Gutsa, by potajemnie zabił szlachcica. |                                 |                    |                  |                      |
| 10 | Tōtoki mono (貴きもの)          | Yukio Okazaki      | Shinzō Fujita    | 10 grudnia 1997      |
| Guts dokonuje zamachu na Juliusa, ale zostaje emocjonalnie zraniony, gdy zmuszony jest zabić jego syna, Adonisa, by ukryć zbrodnię. Później słyszy, jak Griffith mówi Charlotte, że prawdziwego przyjaciela uznałby osobę równą sobie, kogoś z własnymi marzeniami i podążającego własną ścieżką. Guts zdaje sobie sprawę, że choć jest blisko Griffitha, to nie jest jego przyjacielem. |                                 |                    |                  |                      |
| 11 | Kassen (合戦)                   | Yasuhiro Matsumura | Atsuhiro Tomioka | 17 grudnia 1997      |
| Griffith i Drużyna Sokoła prowadzą natarcie przeciwko Rycerzom Błękitnego Wieloryba. Casca ma gorączkę, a po walce z Adonem Coborlwitzem traci przytomność i spada z klifu. Guts rusza za nią. Zostają porwani przez rzekę, a następnie Guts znajduje jaskinię, w której musi ogrzewać Cascę swoim ciałem. |                                 |                    |                  |                      |
| 12 | Futari (ふたり)                 | Masakazu Amiya     | Yukiyoshi Ōhashi | 24 grudnia 1997      |
| Guts zajmuje się Cascą, ale ona wciąż żywi do niego urazę. Opowiada swoją historię, jak Griffith uratował ją przed gwałtem i dał jej wybór w życiu, dlatego postanowiła podążać za nim. Obserwowała, jak Griffith pragmatycznie oddał się lordowi-pederaście, by zarobić pieniądze na stworzenie swojej armii i spełnienie swojego marzenia. Kiedy pojawił się Guts, wiedziała, że to nie ją wybierze Griffith. |                                 |                    |                  |                      |
| 13 | Kesshikō (決死行)               | Mihiro Yamaguchi   | Makoto Itakura   | 7 stycznia 1998      |
| Adon Coborlwitz i jego Rycerze Błękitnego Wieloryba znajdują Gutsa i Cascę. Choć wróg ma całkowitą przewagę liczebną, Guts mówi Casce, aby uciekła, a sam zostaje, by walczyć. Kilku mężczyzn rusza za Cascą, łapiąc ją i przytrzymując, by zgwałcić. Guts kontynuuje walkę. |                                 |                    |                  |                      |
| 14 | Yume no kagaribi (夢のかがり火) | Kōji Yoshikawa     | Shōji Yonemura   | 14 stycznia 1998     |
| Casca pokonuje napastników, a ona i Guts wracają do obozu. Oboje dzielą czuły moment, w którym Guts wyjaśnia, że wszyscy w obozie mają swoje marzenia, a on ma tylko swój miecz, co sprawia, że Casca myśli, że Guts zamierza odejść. |                                 |                    |                  |                      |
| 15 | Kessen (決戦)                   | Yukio Okazaki      | Shinzō Fujita    | 21 stycznia 1998     |
| Griffith proponuje, że Drużyna Sokoła odzyska niezdobytą twierdzę Doldrey z rąk gubernatora Tudoru, Gennona, oraz Rycerzy Fioletowego Nosorożca, którzy mu służą. Guts dowiaduje się, że Griffith miał nieciekawą historię z Gennonem, gdy ten był szlachcicem. Drużyna Sokoła rozpoczyna atak, ale szybko się wycofuje. Ich łodzie zostają spalone, a sami nie mają się dokąd wycofać, gdy armia Tudoru opuszcza twierdzę, by ich ścigać. |                                 |                    |                  |                      |
| 16 | Shōrisha (勝利者)               | Yukina Hiiro       | Atsuhiro Tomioka | 28 stycznia 1998     |
| Odwrót był podstępem, a Casca zdobywa twierdzę, pokonując Adona i kilku pozostałych strażników. Guts toczy walkę z dowódcą Rycerzy Nosorożca, Boscognem, dopóki jego miecz nie pęka. Wtedy otrzymuje nową broń, rzuconą przez Zodda z dużej odległości. Używając tego miecza, Guts zabija Boscogna, podczas gdy Griffith zabija rannego Gennona, zapewniając tym samym zwycięstwo Drużynie Sokoła. |                                 |                    |                  |                      |
| 17 | Eikō no shunkan (栄光の瞬間)    | Yasuhiro Matsumura | Yukiyoshi Ōhashi | 4 lutego 1998        |
| Odzyskanie Doldrey przez Drużynę Sokła kończy stuletnią wojnę między Midlandem a Tudorem. Król organizuje bal na cześć najemników. Królowa, macocha Charlotte i sekretna kochanka Juliusa, knuje z Fossem plan otrucia Griffitha podczas bankietu. Jednak przed wydarzeniem Foss otrzymuje niepokojący list. Podczas toastu Griffith upada na ziemię. |                                 |                    |                  |                      |
| 18 | Honoo no bohyō (炎の墓標)       | Masakazu Amiya     | Makoto Itakura   | 11 lutego 1998       |
| Królowa i spiskowcy wierzą, że udało im się otruć Griffitha i że ten nie żyje. Jednak gdy świętują, ich pokój zostaje zamknięty, a wieża staje w płomieniach. Griffith wciąż żyje i patrzy, jak płoną, zmuszając Fossa do pomocy, porwawszy jego córkę. Griffith ponownie wykorzystał Gutsa do usunięcia konkurencji. Guts postanawia odejść i mówi błagającej Casce, że nie chce być już dłużej częścią marzenia Griffitha. |                                 |                    |                  |                      |
| 19 | Wakare (別れ)                   | Mihiro Yamaguchi   | Shōji Yonemura   | 18 lutego 1998       |
| Kiedy Guts odchodzi, zostaje wyzwany na pojedynek przez Griffitha, którego udaje mu się pokonać, dzięki czemu odzyskuje wolność. Jednak odejście Gutsa ma wpływ na psychikę Griffitha, który spędza noc z Charlotte w chwili załamania. Kiedy Griffith odchodzi następnego ranka, zostaje pojmany przez strażników. |                                 |                    |                  |                      |
| 20 | Hibana (火花)                   | Kōji Yoshikawa     | Shinzō Fujita    | 25 lutego 1998       |
| Minął rok, a Guts mieszka z miecznikiem Godo i jego wnuczką Ericą. Guts dowiaduje się, że Drużyna Sokoła jest teraz poszukiwaną grupą banitów, a Casca jest ich kapitanem. Guts udaje się do nich i zastaje walczących z obcymi najemnikami. |                                 |                    |                  |                      |
| 21 | Kokuhaku (告白)                 | Yukio Okazaki      | Shinzō Fujita    | 4 marca 1998         |
| Guts pomaga Drużynie Sokoła odeprzeć najemników. Casca ma plan, by uwolnić Griffitha z Wieży Odrodzenia, gdzie jest przetrzymywany. Casca obwinia Gutsa o problemy Griffitha, ale wkrótce zdaje sobie sprawę, że to nie jego wina. Kochają się, a Guts prosi ją, by odeszła z nim po akcji ratunkowej. |                                 |                    |                  |                      |
| 22 | Sennyū (潜入)                   | Yukina Hiiro       | Makoto Itakura   | 11 marca 1998        |
| Casca i Guts wchodzą do lochów pod Wieżą Odrodzenia, by uwolnić Griffitha, znajdując go niemego, okaleczonego i okropnie oszpeconego po roku pozornie niekończących się tortur. W międzyczasie członkowie Drużyny Sokoła zostają wymordowani w swoim obozie przez potwory dowodzone przez zieloną wróżkę. |                                 |                    |                  |                      |
| 23 | Zenyasai (前夜祭)               | Kōji Fukazawa      | Shōji Yonemura   | 18 marca 1998        |
| W obozie wszyscy są przygnębieni z powodu strasznego stanu Griffitha. Łowcy proszą Gutsa, by zabrał ich ze sobą. Casca czuje, że musi zająć się Griffithiem i mówi Gutsowi, by odszedł. Griffith, zrozpaczony i przerażony tym, do czego został zredukowany, odjeżdża wozem i wpada do rzeki. Znajduje swój beherit i nieumyślnie go aktywuje, przenosząc wszystkich obecnych do Astralnego Królestwa. |                                 |                    |                  |                      |
| 24 | Shoku (蝕)                      | Masakazu Amiya     | Yukiyoshi Ōhashi | 25 marca 1998        |
| Czterech arcydemonów Ręki Boga budzi się i informuje Griffitha, że został wybrany na ich ostatniego członka. Aby przejść chrzest, Griffith musi złożyć swoich przyjaciół w ofierze Apostołom Ręki Boga. Griffithowi ukazywane są wizje jego przeszłości, aby przekonać go, że życie jego ludzi jest nieistotne w kontekście spełnienia jego marzenia. Guts wspina się na górę z ciał, próbując powstrzymać Griffitha przed staniem się demonem, ale Griffith przyjmuje ofertę Ręki Boga. Cała Drużyna Sokoła zostaje naznaczona jako ofiary dla nienarodzonego dziecka ciemności, Griffitha.                                  |                                 |                    |                  |                      |
| 25 | Eien no toki (永遠の刻)         | Naohito Takahashi  | Shinzō Fujita    | 1 kwietnia 1998      |
| Apostołowie przyjmują swoje prawdziwe formy i rozpoczynają ucztę zaćmienia, pożerając tych, którzy zostali naznaczeni jako ofiary. Griffith odradza się jako piąty członek Ręki Boga, Femto, i gwałci Cascę przed oczami Gutsa. Guts zmuszony jest odciąć sobie lewe przedramię, by powstrzymać swojego byłego przyjaciela, podczas gdy jego prawe oko zostaje wydłubane. Scena po napisach końcowych pokazuje Gutsa w świecie fizycznym z wyleczonymi ranami, opuszczającego dom Godo, aby dokonać zemsty na Griffithie i Apostołach.                                                                                        |                                 |                    |                  |                      |